# Landwind X2
La  Landwind X2 è un'autovettura prodotta dalla casa automobilistica cinese Landwind dal 2013.

## Descrizione
La X2 ha debuttato al Salone dell'Auto di Shanghai 2017 ed è stata lanciata sul mercato automobilistico cinese nel secondo trimestre del 2017. La vettura è un Crossover SUV di piccole dimensioni, che si va a posizionare dimensionalmente la compatto Landwind X7. Al debutto la vettura è disponibile un motore quattro cilindri aspirato da 1,6 litri con 125 CV e 150 Nm, accoppiato a una trasmissione manuale a cinque velocità o a una automatica a quattro velocità; in seguito, è stata aggiunta un'unità turbo da 1,5 litri.
Il design della Landwind X2 è simile a quello della Changan CS35, in quanto entrambe le vetture condividono la stessa piattaforma di derivazione Changan. Infatti la X2 è stata progettata quando la Landwind, che è un sottomarchio della Jiangling Motors Holding, era in joint venture con la Changan Auto.